# Carlos (película de 2010)
Carlos, título original en francés Carlos, le film, es una producción franco-alemana del año 2010.
Carlos es una miniserie -o película de tv drama- de la televisión francesa, producida por Daniel Leconte (Cine En Stock)  en coproducción con Jens Meuer y en asociación con Canal +, Studio Canal, ARTE, el canal de Sundance; fue creada por Daniel Leconte, escrita por Dan Franck y Olivier Assayas, y también dirigida por Assayas. Está protagonizada por el actor venezolano Edgar Ramírez que da vida a Ilich Ramírez alias Carlos el Chacal, un guerrillero y revolucionario venezolano, conocido por haber llevado a cabo una serie de asesinatos y atentados entre 1973 y 1985, siendo uno de los terroristas políticos más notorios de su época.

## Sinopsis
Carlos cuenta la historia de Ilich Ramírez Sánchez, que durante dos décadas fue uno de los terroristas más buscados del planeta. Entre 1974, en Londres, donde intentó asesinar a un hombre de negocios judío, y 1994, en que fue arrestado en Jartum, vivió varias vidas bajo varios seudónimos, y el filme sigue su camino a través de las complejidades de la política internacional de la época.
¿Quién era Carlos? ¿Cómo se las arregló para mantener unidas sus variadas personalidades? ¿Quién era antes de comprometerse en cuerpo y alma en una lucha interminable? Carlos está construida sobre estas preguntas.
Auténtico mito, Carlos protagonizó la historia del terrorismo internacional de las décadas de 1970 y 1980, desde el activismo propalestino hasta el Ejército Rojo Japonés. Figura al mismo tiempo de la extrema izquierda y mercenario oportunista a sueldo de los servicios secretos de potencias de Oriente Próximo, formó su propia organización, instalada al otro lado del telón de acero y que estuvo activa durante los últimos años de la Guerra Fría.
La película es la historia de un revolucionario internacionalista, manipulador y manipulado, llevado por la corriente de la historia contemporánea, al que seguimos hasta el final de su camino, relegado en Sudán, donde la dictadura islamista, después de haberlo protegido un tiempo, lo entregó a la Policía francesa.

## Reparto
- Edgar Ramírez : Ilich Ramírez Sánchez 'Carlos'
- Alexander Scheer : Johannes Weinrich
- Fadi Abi Samra : Michel Moukharbel
- Lamia Ahmed : Esposa religiosa siria
- Karam Ghossein: Feday, jefe de Wadie Haddad
- Philippe Tran : Feday Orly
- Ahmad Kaabour : Wadie Haddad
- Juana Acosta : Amie de Carlos

## Producción
La producción corrió a cargo de Groupe Canal+, Arte, BeTV y CNC, entre otras.
El rodaje, que se inició en enero del 2009, tuvo muy variadas localizaciones: Hungria, Líbano, Austria, Francia, Alemania, Londres, Marruecos, Yemen y Sudán.
La versión de cinco horas y media de Carlos se proyectó fuera de concurso en el Festival Internacional de Cine de Cannes de 2010 el 19 de mayo. La serie se emitió en Francia en Canal+ en horario de máxima audiencia a finales de mayo de 2010. También pasó por diversos festivales de todo el mundo: New Horizons Film Festival en Polonia, Festival Internacional de Cine de Vancouver o Festival Internacional de Cine de Hong Kong. Al mismo tiempo era estrenada comercialmente en países como Estados Unidos, Finlandia, Japón, España, Argentina, Brasil, Singapur o Egipto. En España el estreno comercial se produjo el 7 de junio de 2011.
IFC Films adquirió todos los derechos en EE. UU. tanto de la miniserie como de la versión cinematográfica. En Argentina la distribución corrió a cargo de Mirada Distribution.

## Recepción
La recepción de la película por parte de la crítica fue buena. Carlos Boyero afirmó en El País:«Inquietante aunque aligerado Chacal. (...) Película muy atractiva, dotada de clima, reconstrucción de una época, situaciones y personajes que desprenden realismo y veracidad». En Cinemanía, Nando Salvà dijo:«Una mezcla tremendamente absorbente de Historia, periodismo y drama, dotada de una atención al detalle casi forense y unas dimensiones épicas». Por su parte Owen Gleiberman escribió en su crítica en el Entertainment Weekly:«Un relato periodístico fascinante sobre el ascenso y la caída de un sinvergüenza». 
En FilmAffinity la película está puntuada con un 6.6 sobre 10, que es la media de 19 críticas profesionales y más de 2900 reseñas del público. En IMDb la puntuación es de 7.6/10 con más de 15 mil reseñas. En Metacritic obtuvo un 94 de los profesionales y un 7.9 del público, con 21 reseñas y 92, respectivamente. En Rotten Tomatoes tiene un 93% y 85% con 70 críticas profesionales y más de 5000 del público.

## Premios
* Fuente: Página de la película en IMDb. 
| Año  | Premio o festival                                     | Categoría                                   | Nominado                      | Resultado |
| ---- | ----------------------------------------------------- | ------------------------------------------- | ----------------------------- | --------- |
| 2010 | Premios del Cine Europeo                              | Mejor montaje                               | Luc Barnier                   | Ganador   |
| 2010 | Premios del Cine Europeo                              | Mejor director                              | Olivier Assayas               | Nominado  |
| 2010 | Premios Satellite                                     | Mejor miniserie                             | Olivier Assayas               | Nominado  |
| 2010 | Asociación de Críticos de Cine de Los Ángeles         | Mejor película                              | Olivier Assayas               | Nominado  |
| 2010 | Asociación de Críticos de Cine de Los Ángeles         | Mejor película extranjera                   | Olivier Assayas               | Ganador   |
| 2010 | Asociación de Críticos de Cine de Los Ángeles         | Mejor director                              | Olivier Assayas               | Ganador   |
| 2010 | Asociación de Críticos de Cine de Los Ángeles         | Mejor actor                                 | Edgar Ramirez                 | Nominado  |
| 2010 | Premios del Círculo de Críticos de Cine de Nueva York | Mejor película extranjera                   | Olivier Assayas               | Ganador   |
| 2010 | Muestra Internacional de Cine de São Paulo            | Premio de la Crítica - Mención honorífica   | Olivier Assayas               | Ganador   |
| 2010 | Asociación de Críticos de Cine de Houston             | Mejor película extranjera                   | Olivier Assayas               | Nominado  |
| 2010 | The Village Voice Film Poll                           | Mejor película                              | Olivier Assayas               | Nominado  |
| 2010 | The Village Voice Film Poll                           | Mejor director                              | Olivier Assayas               | Ganador   |
| 2010 | The Village Voice Film Poll                           | Mejor guion                                 | Olivier Assayas y Dan Franck  | Nominados |
| 2010 | The Village Voice Film Poll                           | Mejor actor                                 | Edgar Ramirez                 | Nominado  |
| 2010 | IndieWire Critics Poll                                | Mejor película                              | Olivier Assayas               | Nominado  |
| 2010 | IndieWire Critics Poll                                | Mejor director                              | Olivier Assayas               | Nominado  |
| 2010 | IndieWire Critics Poll                                | Mejor guion                                 | Olivier Assayas y Dan Franck  | Nominados |
| 2010 | IndieWire Critics Poll                                | Mejor actor                                 | Edgar Ramirez                 | Ganador   |
| 2011 | Premios Gold Derby                                    | Mejor telefilme o miniserie                 | Olivier Assayas               | Nominado  |
| 2011 | Premios Gold Derby                                    | Mejor actor de telefilme o miniserie        | Edgar Ramirez                 | Ganador   |
| 2011 | International Online Cinema Awards                    | Mejor miniserie o telefilme                 | Olivier Assayas               | Ganador   |
| 2011 | International Online Cinema Awards                    | Mejor película en lengua no inglesa         | Olivier Assayas               | Nominado  |
| 2011 | International Online Cinema Awards                    | Mejor director                              | Olivier Assayas               | Nominado  |
| 2011 | International Online Cinema Awards                    | Mejor guion                                 | Olivier Assayas y Dan Franck  | Nominados |
| 2011 | International Online Cinema Awards                    | Mejor actor de telefilme o miniserie        | Edgar Ramirez                 | Nominado  |
| 2011 | Asociación de Cine y Televisión Online                | Mejor actor de telefilme o miniserie        | Edgar Ramirez                 | Ganador   |
| 2011 | Asociación de Cine y Televisión Online                | Mejor telefilme o miniserie                 | Olivier Assayas               | Nominado  |
| 2011 | Asociación de Cine y Televisión Online                | Mejor dirección de un telefilme o miniserie | Olivier Assayas               | Nominado  |
| 2011 | Asociación de Cine y Televisión Online                | Mejor guion de un telefilme o miniserie     | Olivier Assayas y Dan Franck  | Nominados |
| 2011 | Asociación de Cine y Televisión Online                | Mejor montaje                               | Luc Barnier                   | Nominado  |
| 2011 | Asociación de Cine y Televisión Online                | Mejor fotografía                            | Yorick Le Saux y Denis Lenoir | Nominados |
| 2011 | Asociación de Cine y Televisión Online                | Mejor maquillaje / peluquería               | Thi Thanh Tu Nguyen           | Nominado  |
| 2011 | Asociación de Cine y Televisión Online                | Mejor sonido                                | Nicolas Moreau                | Nominado  |
| 2011 | Asociación de Cine y Televisión Online                | Mejores efectos visuales                    | Marc Latil                    | Nominado  |
| 2011 | Globes de Cristal                                     | Mejor telefilme o serie televisiva          | Olivier Assayas               | Ganador   |
| 2011 | Círculo de Críticos de Cine de Vancouver              | Mejor película en lengua extranjera         | Olivier Assayas               | Ganador   |
| 2011 | Premios Lumières                                      | Mejor película                              | Olivier Assayas               | Nominado  |
| 2011 | Premios Lumières                                      | Mejor dirección                             | Olivier Assayas               | Nominado  |
| 2011 | Premios Lumières                                      | Mejor actor                                 | Edgar Ramirez                 | Nominado  |
| 2011 | National Society of Film Critics                      | Mejor película                              | Olivier Assayas               | Nominado  |
| 2011 | National Society of Film Critics                      | Mejor película en lengua extranjera         | Olivier Assayas               | Ganador   |
| 2011 | National Society of Film Critics                      | Mejor dirección                             | Olivier Assayas               | Nominado  |
| 2011 | National Society of Film Critics                      | Mejor actor                                 | Edgar Ramirez                 | Nominado  |
| 2011 | Golden Nymph Awards                                   | Mejor actor en una miniserie                | Edgar Ramirez                 | Ganador   |
| 2011 | Premios Globo de Oro                                  | Mejor miniserie o telefilme                 | Olivier Assayas               | Ganador   |
| 2011 | Premios Globo de Oro                                  | Mejor actor de miniserie o telefilme        | Edgar Ramirez                 | Nominado  |
| 2011 | Premios Primetime Emmy                                | Mejor dirección miniserie o telefilme       | Olivier Assayas               | Nominado  |
| 2011 | Premios Primetime Emmy                                | Mejor actor de una miniserie o telefilme    | Edgar Ramirez                 | Nominado  |
| 2011 | Premios César                                         | Mejor revelación masculina                  | Edgar Ramirez                 | Ganador   |
| 2011 | Premios César                                         | Mejor dirección                             | Olivier Assayas               | Nominado  |
| 2011 | Premios César                                         | Mejor montaje                               | Luc Barnier                   | Nominado  |